# Feja
Feja (russisk: Фея) er en russisk spillefilm fra 2020 af Anna Melikjan.

## Medvirkende
- Konstantin Khabenskij som Jevgenij Vojgin
- Ingeborga Dapkunaite som Olga Yatsuk
- Jekaterina Agejeva som Tanja
- Vilen Babitjev
- Tinatin Dalakishvili som Marija